# A magyar női labdarúgó-válogatott mérkőzései 2009-ben
A magyar női labdarúgó-válogatott az év során 11 mérkőzést vívott, amelyből négy a 2009. évi Universiade-n volt, további négy világbajnoki selejtező volt a 2011-es világbajnokságra. A mérleg: négy győzelem, három döntetlen és négy vereség.
Szövetségi edző:
- Vágó Attila

## Mérkőzések
| 167. mérkőzés 2009. június 3. | Szlovénia | 2 – 5                         | Magyarország             | Ptuj |
| 167. mérkőzés 2009. június 3. | ?         | (2 – 3) Részletek Jegyzőkönyv | Jakabfi Vágó Godvár Fogl | Ptuj |

| nem hivatalos mérkőzés 2009. június 30. 2009. évi nyári Universiade | Franciaország              | 3 – 0                         | Magyarország | Belgrád Játékvezető: Morag Pirie (GBR) |
| nem hivatalos mérkőzés 2009. június 30. 2009. évi nyári Universiade | Ayachi 12' Castera 63' 90' | (1 – 0) Részletek Jegyzőkönyv | Rőhberg 73'  | Belgrád Játékvezető: Morag Pirie (GBR) |

| nem hivatalos mérkőzés 2009. július 2. 2009. évi nyári Universiade | Magyarország           | 2 – 3                         | Írország                                      | Belgrád Játékvezető: Riem Hussein (GER) |
| nem hivatalos mérkőzés 2009. július 2. 2009. évi nyári Universiade | Tálosi 29' Tóth G. 50' | (1 – 0) Részletek Jegyzőkönyv | Waldron 54' McGrath 63' Quinn 70' Jenkins 84' | Belgrád Játékvezető: Riem Hussein (GER) |

| nem hivatalos mérkőzés 2009. július 4. 2009. évi nyári Universiade | Magyarország | 1 – 1                         | Japán      | Belgrád Játékvezető: Pamela Chiwya (RSA) |
| nem hivatalos mérkőzés 2009. július 4. 2009. évi nyári Universiade | Méry 6'      | (1 – 1) Részletek Jegyzőkönyv | Kojama 23' | Belgrád Játékvezető: Pamela Chiwya (RSA) |

| nem hivatalos mérkőzés 2009. július 6. 2009. évi nyári Universiade | Szerbia                                                     | 5 – 0                         | Magyarország | Belgrád Játékvezető: Karolina Radizik (POL) |
| nem hivatalos mérkőzés 2009. július 6. 2009. évi nyári Universiade | Malinic 12' 15' Zivanovic 33' Slovic 43' Sretenovic 54' 56' | (3 – 0) Részletek Jegyzőkönyv | Jakab 84'    | Belgrád Játékvezető: Karolina Radizik (POL) |

| 168. mérkőzés 2009. szeptember 2. | Szerbia | 1 – 8                         | Magyarország                                                 | Hajdújárás |
| 168. mérkőzés 2009. szeptember 2. | ?       | (1 – 3) Részletek Jegyzőkönyv | Méry 27' Vágó 29' 35' 48' Jakab 68' 88' Sipos 82' Godvár 90' | Hajdújárás |

| 169. mérkőzés 2009. szeptember 5. | Magyarország                                | 3 – 5                         | Ausztria                                        | Sopron |
| 169. mérkőzés 2009. szeptember 5. | Vágó 10' Rácz 30' Sipos 53' Tóth II ?′, 80′ | (2 – 3) Részletek Jegyzőkönyv | Koch 14' Burger 28' Celouch 38' 80' Rappold 47' | Sopron |

| 170. mérkőzés 2009. szeptember 19. vb-selejtező | Bosznia-Hercegovina | 0 – 2                         | Magyarország          | Szarajevó Játékvezető: Paloma Quintero Siles (ESP) |
| 170. mérkőzés 2009. szeptember 19. vb-selejtező |                     | (0 – 0) Részletek Jegyzőkönyv | Pádár 77' Krenács 84' | Szarajevó Játékvezető: Paloma Quintero Siles (ESP) |

| 171. mérkőzés 2009. szeptember 24. vb-selejtező | Magyarország                                         | 4 – 2                         | Lengyelország         | Sopron Játékvezető: Anja Kunick (GER) |
| 171. mérkőzés 2009. szeptember 24. vb-selejtező | Méry 34' Tóth G. 67' Pádár 87' Vágó 90+2' (11-esből) | (1 – 1) Részletek Jegyzőkönyv | Żyła 25' Pożerska 52' | Sopron Játékvezető: Anja Kunick (GER) |

| 172. mérkőzés 2009. október 28. vb-selejtező | Magyarország | 1 – 1                         | Románia  | Sopron Játékvezető: Morag Pirie (SCO) |
| 172. mérkőzés 2009. október 28. vb-selejtező | Méry 82'     | (0 – 0) Részletek Jegyzőkönyv | Duşa 68' | Sopron Játékvezető: Morag Pirie (SCO) |

| 173. mérkőzés 2009. november 14. vb-selejtező | Magyarország | 1 – 1                         | Ukrajna    | Sopron Játékvezető: Christina Westrum Pedersen (NOR) |
| 173. mérkőzés 2009. november 14. vb-selejtező | Jakabfi 16'  | (1 – 0) Részletek Jegyzőkönyv | Csorna 63' | Sopron Játékvezető: Christina Westrum Pedersen (NOR) |